# Кавасаки, Цутому
Цутому Кавасаки (川崎 努, родился 13 июня 1969 года в префектуре Ибараки) — японский конькобежец, специализирующийся в шорт-треке. Участвовал в Олимпийских играх в Калгари, где шорт-трек был показательным видом спорта, Бронзовый призёр Олимпийских игр 1992 года. Трёхкратный чемпион мира. В 1992 году Кавасаки был знаменосцем своей сборной на открытии Олимпийских игр в Альбервилле.

## Спортивная карьера
Цутому Кавасаки впервые выступил в национальной сборной на чемпионате мира в Сент-Луисе в начале февраля 1988 года, где выиграл серебряную медаль на дистанции 1000 метров, проиграв только голландскому конькобежцу Петеру ван дер Велде. В общем зачёте занял 4-е место. Через 2 недели на Олимпийских играх в Калгари Цутому выступал на всех дистанциях, и занял на дистанциях 1000 и 1500 метров 11-е места, на 500 метров — 15-е. В эстафете сборная Японии стала 5-й.
В 1990 году Кавасаки стал чемпионом мира на дистанции 1000 метров в Амстердаме, обогнав канадца Мишеля Деньо и корейца Ли Джун Хо. В следующем году в Австралии на чемпионате мира в Сиднее завоевал серебро на 1500 метров, а на командном чемпионате мира в Сеуле выиграл золотую медаль в составе Тацуёси Исихары, Юити Акасаки, Тосинобу Каваи. Через год на Олимпийских играх в Альбервилле выиграл бронзу в эстафете. В марте у себя дома в Минамимаки на командном чемпионате мира в том же составе взяли бронзу, а в апреле выиграл золото эстафеты чемпионата мира в Денвере. Позже он завершил карьеру.

## Карьера тренера
После карьеры спортсмена Цутому Кавасаки работал на телевидении и в прессе., был аудитором Японской ассоциации Олимпийцев, сейчас работает главным тренером Японской сборной по шорт-треку.